# Perisama cardases
Perisama cardases är en fjärilsart som beskrevs av William Chapman Hewitson 1869. Perisama cardases ingår i släktet Perisama och familjen praktfjärilar. Inga underarter finns listade i Catalogue of Life.